# Ferngesteuert
Ferngesteuert (Originaltitel: Zapped) ist ein US-amerikanischer Science-Fiction-Jugend-Fernsehfilm von Peter DeLuise aus dem Jahr 2014, der lose auf dem Roman Jungs, die bellen, beißen nicht von Leslie Margolis basiert. In dem Disney Channel Original Movie übernimmt Zendaya die Hauptrolle der Zoey Stevens, die mit Hilfe einer Hundeapp die Jungs in ihrer Umgebung kontrollieren kann. Der Spielfilm hatte am 27. Juni 2014 auf dem US-amerikanischen Disney Channel Premiere.

## Handlung
Die 16-jährige Zoey Stevens ist eine begabte Tänzerin und eine hervorragende Schülerin, die nur gute Noten mit nach Hause bringt. Gemeinsam mit ihrer besten Freundin Rachel Todds geht sie auf die Westlake High School und muss dort die Schikanen der versnobten und intriganten Taylor Dean aushalten, die die rivalisierende Tanzgruppe als Kapitän leitet. Sie war eine Zeitlang mit Jackson Kale liiert und glaubt, dass sie immer noch ein Paar sind und will nicht zugeben, dass ihre Beziehung vorbei ist. Als Taylor erkennt, dass Jackson sich Zoey zugewandt hat, ist ihr Hass noch größer.
Zoey könnte der glücklichste Mensch der Welt sein, wäre da nicht die Tatsache, dass ihre Mutter, Jeannie, Ted Thompson mitsamt seinen drei Söhnen Adam, Ben und Zach heiratet. Somit ändert sich Zoeys Leben komplett, denn nun muss sie sich mit ihren Stiefgeschwistern arrangieren. Vor allem Adam, der Star des Basketball-Teams, geht ihr gehörig auf die Nerven. Nebenbei muss sie sich auch noch um den nicht zu bändigenden Familienhund kümmern. Als sie eine Hunde-Erziehungs-App aus dem Internet downloaded, erkennt sie, dass sie damit auch die Jungs in ihrer Umgebung steuern und kontrollieren kann.

## Hintergrund
Unter dem Arbeitstitel Unleashed begannen im August 2013 die Dreharbeiten zu dem Film. Ende August 2013 gab der Disney Channel die Produktion offiziell bekannt und änderte den Filmtitel im Originalen in Zapped um. Die Hauptrollen ging an Zendaya und Spencer Boldman. Der Film wird von Off-Leash Teleproductions Inc produziert und von Muse Distribution International vertrieben. Gedreht wurde er auf der kanadischen Vancouver Island. Zur Realisierung des Filmes stand ein Budget von 3 Millionen US-Dollar zur Verfügung.
Für den Film nahm die Hauptdarstellerin Zendaya den Song Too Much auf. Das dazugehörige Musikvideo wurde am 17. Mai 2014 veröffentlicht.

## Synchronisation
Die deutschsprachige Synchronisation fertigte die Synchronfirma SDI Media Germany in München unter der Dialogregie von Ursula von Langen an.
| Rolle           | Darsteller        | Deutsche Sprecher |
| --------------- | ----------------- | ----------------- |
| Zoey Stevens    | Zendaya           | Marcia von Rebay  |
| Rachel Todds    | Chanelle Peloso   | Laura Maire       |
| Jackson Kale    | Spencer Boldman   | Roman Wolko       |
| Taylor Dean     | Emilia McCarthy   | Farina Brock      |
| Adam Thompson   | Adam DiMarco      | Patrick Roche     |
| Ted Thompson    | Aleks Paunovic    | Matti Klemm       |
| Jeannie Stevens | Lucia Walters     | Kathrin Simon     |
| Tripp           | Jedidiah Goodacre | Max Felder        |

## Veröffentlichung
Der Film wurde am 27. Juni 2014 auf dem US-amerikanischen Disney Channel ausgestrahlt. Bei seiner Premiere verfolgten 5,67 Millionen Zuschauer den Film, was ihn zum erfolgreichsten Disney Channel Original Movie des Jahres 2014 machte. Bereits vor der Ausstrahlung wurde der Film On Demand veröffentlicht.
In Deutschland wurde der Film am 19. Oktober 2014 auf Disney Cinemagic ausgestrahlt.

## Unterschiede zwischen Film und Buch
- Im Buch heißt die Hauptdarstellerin Annabelle, im Film heißt sie Zoey Stevens.
- Im Buch wird Annabelle als hellhäutige mit blonden Haaren beschrieben, während Zoey im Film dunkelhäutig und schwarzhaarig ist.
- Die Handlung des Buches spielt in der sechsten Klasse, während die Charakter im Film bereits die High-School besuchen.
- Annabelle hat im Buch einen Erziehungsratgeber mit Tipps für ihren Hund, die auch bei den Jungs in der Schule wirken. Im Film hat Zoey eine App.